# Eduardo Alfredo Pinto
Eduardo Alfredo Pinto (Mendoza, Argentina, 18 de diciembre de 1979 – Soriano, Uruguay, 7 de enero de 2008) fue un músico, compositor, arreglador y multiinstrumentista argentino. En su obra, cabe destacar géneros musicales como el jazz, folklore y rock.

## Biografía
Pinto comenzó su carrera como percusionista de la orquesta infantil Mozart en el año 1988. En los años 1990, integró agrupaciones como La Sanmartiniana, Pocas Nueces, La Intentona, Markama y Bembelecuá. Fue bajista, coproductor y arreglador de Parió la Choca entre los años 1998 y 2005. Fue percusionista de Simpecao y músico de la Coral Nuevas Voces y colaboró con músicos como Patricia Cangemi, Javier Rodríguez, Pocho Sosa, Pablo Salcedo y Analía Garcetti, etc.
En el año 2000, fundó con un trío de jazz llamado Miles de años, con el cual edita tres trabajos discográficos: Miles de años (2002); Sutra (2004) y Plexo (2007).
En el año 2006, creó el Eduardo Pinto Ensamble; una agrupación de música instrumental sudamericana. 
También Pinto fue profesor titular de la Licenciatura en Música Popular, de la Facultad de Artes y Diseño de la Universidad Nacional de Cuyo.
El 7 de enero de 2008, Pinto de 28 años, junto con el charanguista de origen chileno, llamado Valdo Hugo Delgado de 41 años, murieron en un accidente automovilístico, en el departamento de Soriano (Uruguay); cuando iban a asistir a una función de jazz, que se realizaría en la ciudad de Mercedes.
Como homenaje, una escuela en la ciudad de Mendoza lleva su nombre.